# Gigi D’Alessio
Gigi D’Alessio (1967. február 24., Nápoly) olasz énekes és dalszövegíró. Eredeti neve Luigi D’Alessio. Felesége Anna Tatangelo énekesnő.

## Pályája
A 90-es években kezdődött pályája, az első években leginkább csak szűkebb hazájában, Nápolyban volt ismert. 2000-ben és 2001-ben fellépett a Sanremói Dalfesztiválon, melynek következtében egész Olaszországban ismertté vált. Ugyanitt 2005-ben 2. helyezést ért el a férfi kategóriában. Jellegzetes délolasz dalai révén külföldön is sokan kedvelik.
Magyarországon jelenleg kevéssé ismert.

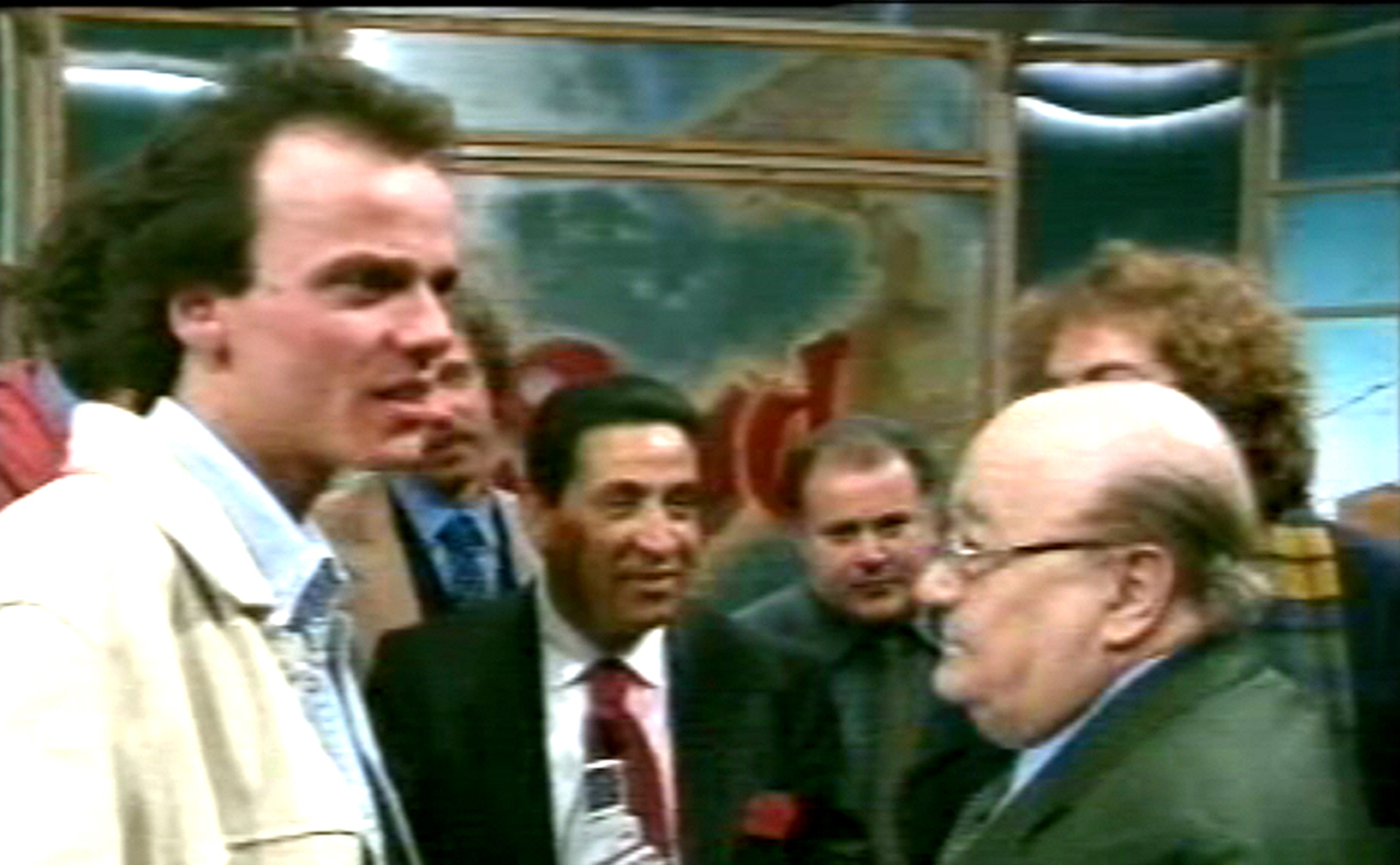
Gigi D'Alessio, Mario Trevi, Aurelio Fierro (1998)

## Lemezei
- 1992 – Lasciatemi cantare
- 1993 – Scivolando verso l'alto
- 1994 – Dove mi porta il cuore
- 1995 – Passo dopo passo
- 1996 – Fuori dalla mischia
- 1997 – È stato un piacere
- 1998 – Tutto in un concerto
- 1999 – Portami con te
- 2000 – Quando la mia vita cambierà
- 2001 – Il cammino dell'età
- 2002 – Uno come te
- 2003 – Buona vita
- 2004 – Quanti amori
- 2005 – Cuori in coro
- 2006 – Made in Italy
- 2007 - Mi faccio in quattro
- 2008 - Questo sono io
- 2009 - 6 come sei
- 2010 - Semplicemente sei
- 2010 - 3 x te

## Külső hivatkozások
- Hivatalos honlap
- Nem hivatalos honlap
- Fansite
- Radio Italia – csak olasz zene